# Свети Марин
Свети Марин (275- 360.), пореклом из места Лопар на Рабу, основао је 3. септембра 301. године Републику Сан Марино, најстарију постојећу републику.
Верује се да је био клесар или ковач. За време римског цара Диоклецијана, били су прогони хришћана па је побегао са пријатељем у Римини, у данашњу Италију. Склонили су се у пустињачке спиље изнад луке. Свети Гаудентије, бискуп Риминија, ступио је у контакт са двојицом Рабљана, крстио их, касније заредио за ђаконе и дао им имена Марин и Лав по двојици мученика. Свети Марин многе је обратио на хришћанство и служио је хришћанима који су били на присилном раду због своје вере. Једна ментално поремећена жена лажно је говорила да је с њим у браку, па је отишао да живи у спиљу подно брда Монте Титано као пустињак. Умро је природном смрћу, а реликвије му се чувају у базилици названој по њему.
Заштитник је Републике Сан Марино, клесара, ђакона и лажно оптужених људи.